# Corticiaceae
Corticiaceae Herter, 1910 è una famiglia dell'ordine Corticiales.

## Tassonomia

### Generi di Corticiaceae
Il genere tipo è Corticium Pers., altri generi inclusi sono:
- Acantholichen
- Ambivina
- Amylobasidium
- Corticirama
- Dendrocorticium
- Dendrodontia
- Dendrophysellum
- Dendrothele
- Hemmesomyces
- Laetisaria
- Leptocorticium
- Licrostroma
- Limonomyces